# Farkadóna
Farkadóna är en kommunhuvudort i Grekland.   Den ligger i prefekturen Trikala och regionen Thessalien, i den centrala delen av landet, 230 km nordväst om huvudstaden Aten. Farkadóna ligger 124 meter över havet och antalet invånare är 13 396.
Terrängen runt Farkadóna är kuperad åt nordost, men åt sydväst är den platt. Runt Farkadóna är det ganska glesbefolkat, med 29 invånare per kvadratkilometer. Farkadóna är det största samhället i trakten. Trakten runt Farkadóna består till största delen av jordbruksmark.